# La Féline (film, 1942)
Pour les articles homonymes, voir La Féline et Cat People.
Série
La Malédiction des hommes-chats
(1944)
Pour plus de détails, voir Fiche technique et Distribution.
La Féline (Cat People) est un film d'horreur américain de 1942 réalisé par Jacques Tourneur et produit par Val Lewton pour la RKO. Le film raconte l'histoire d'Irena Dubrovna, une créatrice de mode serbe récemment mariée, obsédée par l'idée qu'elle descend d'une ancienne tribu de personnes félines qui se métamorphosent en panthères noires lorsqu'elles sont excitées. Lorsque son mari commence à s'intéresser à l'une de ses collègues de travail, Irena se met à la traquer. Le film met en vedette Simone Simon dans le rôle d'Irena, avec Kent Smith, Tom Conway et Jane Randolph dans les seconds rôles.
La production commence en 1942, Lewton étant chargé de développer les films d'horreur à petit budget de la RKO. Il réunit une équipe de collaborateurs avec lesquels il avait déjà travaillé par le passé, dont Tourneur, le monteur Mark Robson et le scénariste DeWitt Bodeen. La Féline est le premier film sur lequel l'équipe travaille. Le titre leur est donné par un cadre de la RKO, qui leur demande de développer un film à partir de ce titre. Après avoir fait regardé divers films d'horreur et consulté des ouvrages consacrés aux chats, Bodeen et Lewton développent le scénario ; Lewton participe activement à la rédaction du scénario sans être crédité. Le film est tourné dans les studios de la RKO en réutilisant des décors d'autres films comme La Splendeur des Amberson (The Magnificent Ambersons, 1942). Au cours du montage, Robson met au point une technique appelée plus tard l'effet-bus, une forme de jump scare que Lewton utilise dans ses films suivants.
L'avant-première de La Féline a lieu au Rialto Theatre de Manhattan le 5 décembre 1942, avant de sortir en salles le 25. Les premières critiques sont tantôt négatives, tantôt mitigées. Le film obtient de bons résultats au box-office, et constitue l'un des plus gros succès de la RKO de cette année-là. Plusieurs films d'horreur des années 1940 et 1950 sont influencés par La Féline : certains films s'inspirent de son style visuel sombre, tandis que d'autres présentent un personnage féminin qui craint de posséder un trait héréditaire qui le transformerait en monstre. Le film connait une suite, La Malédiction des hommes-chats (The Curse of the Cat People), en 1944, et un remake, réalisé par Paul Schrader, sorti en 1982. Le film est entretemps devenu célèbre, malgré son statut de film de série B ; il est sélectionné par la Bibliothèque du Congrès pour être conservé dans le National Film Registry en 1993. Les réactions rétrospectives au film sont variées. Certains critiques modernes jugent le film trop timide pour le genre de l'horreur et déplorent le jeu des acteurs. D'autres louent l'atmosphère et la sophistication du film, à l'instar du critique Roger Ebert qui le considère comme un des films phares des années 1940 au même titre que les autres productions de Val Lewton.

## Synopsis
Au zoo de Central Park à New York, Irena Dubrovna (Simone Simon), une créatrice de mode née en Serbie, fait des esquisses d'une panthère noire. Elle attire l'attention d'Oliver Reed (Kent Smith), un architecte américain travaillant dans la construction navale. Irena l'invite chez elle pour boire un thé. Alors qu'ils s'éloignent, un des brouillons qu'Irena a laissé tomber nous montre une panthère empalée sur une épée. Chez Irena, Oliver admire une statue, un personnage médiéval à cheval, portant une couronne et empalant un chat avec son épée. Irena apprend à Oliver que ce personnage est un roi, Jean de Serbie, dont elle lui raconte l'histoire : pendant son règne, selon la légende, des Mamelouks ont envahi le village où elle a passé son enfance et converti les habitants en adorateurs du Diable. Après avoir expulsé cette tribu maléfique et constaté ce que les villageois sont devenus, le roi Jean a ordonné qu'ils soient tous tués. Pourtant, « les plus rusés et les plus méchants » d'entre eux se sont enfuis. Oliver ne prend pas la légende au sérieux, contrairement à Irena.
Oliver achète à Irena un chaton, mais lorsqu'il le rencontre, il siffle. Irena lui propose d'aller à l'animalerie pour l'échanger. Lorsqu'ils entrent dans le magasin, les animaux se déchaînent en sa présence et Irena se sent mal à l'aise. Irena révèle peu à peu à Oliver qu'elle pense être une descendante des La Féline de son village, et qu'elle peut se transformer en panthère si elle est excitée par la passion. Malgré cela, Oliver lui demande de l'épouser, et elle accepte. Lors du dîner qui suit leur mariage au Belgrade, un restaurant serbe, une femme ressemblant à un chat s'approche et s'adresse à Irena en l'appelant moya sestra (« ma sœur »). Irena ne consomme jamais le mariage, en craignant les conséquences. Oliver est patient avec elle, mais finit par la persuader de consulter un psychiatre, le Dr Louis Judd (Tom Conway). Ce dernier tente de la convaincre que ses peurs proviennent de traumatismes subis dans son enfance. Pendant ce temps, Irena est malheureuse de découvrir qu'Oliver a confié leurs problèmes conjugaux à son assistante, Alice Moore (Jane Randolph). Alice avoue à Oliver qu'elle l'aime. Lorsqu'Irena aperçoit par hasard Oliver et Alice assis ensemble dans un restaurant, elle suit Alice chez elle. Au moment où Alice entend un bruit menaçant, un bus s'arrête et elle y monte. Peu après, un gardien découvre plusieurs moutons fraîchement tués. Les empreintes de pattes qui s'éloignent se transforment en empreintes de chaussures de femme. Irena retourne à son appartement, l'air ébouriffé et épuisé ; on la voit peu après pleurer dans sa baignoire. Irena rêve que le Dr Judd, déguisé en roi Jean, lui parle de « la clé ». Plus tard, elle vole la clé de la cage de la panthère à Central Park.
Irena, Oliver et Alice visitent un musée, et Irena est en colère lorsque les individus l'ignorent pratiquement. Le soir même, alors qu'Alice décide d'utiliser la piscine du sous-sol de son immeuble, elle est traquée par un animal. Quand Alice crie à l'aide, Irena apparaît, allume les lumières et dit qu'elle cherche Oliver. Alice trouve plus tard son peignoir déchiré en lambeaux. Après un rendez-vous avec le Dr Judd, Irena dit à Oliver ne plus avoir peur, mais Oliver lui dit qu'il est trop tard : il a réalisé qu'il aime Alice et a l'intention de divorcer d'Irena. Plus tard, au travail, Oliver et Alice sont acculés par un animal hargneux. Oliver et Alice parviennent à sortir du bâtiment, mais pas avant d'avoir senti le parfum d'Irena. Alice appelle Judd pour l'avertir de ne pas s'approcher d'Irena, mais il raccroche lorsqu'Irena arrive pour son rendez-vous avec lui. Il embrasse Irena passionnément, ce qui entraîne sa transformation en panthère qui l'attaque et le tue. Quand Oliver et Alice arrivent au bureau de Judd, Irena s'éclipse et se rend au zoo. Là, elle ouvre la cage de la panthère avec la clé volée et est terrassée par la panthère qui s'échappe, laquelle est accidentellement écrasée et tuée par une voiture. À côté de la cage de la panthère, Oliver et Alice trouvent une panthère morte gisant sur le sol. Oliver dit : « Elle ne nous a jamais menti ».

## Fiche technique
Sauf indication contraire, les informations mentionnées dans cette section peuvent être confirmées par la base de données cinématographiques IMDb,  présente dans la section « Liens externes ».
- Titre original : Cat People
- Titre français : La Féline
- Réalisation : Jacques Tourneur
- Scénario : DeWitt Bodeen
- Photographie : Nicholas Musuraca
- Montage : Mark Robson
- Musique : Roy Webb et Constantin Bakaleinikoff
- Son : John L. Cass
- Direction artistique : Albert S. D'Agostino, Walter E. Keller
- Décors : A. Roland Fields, Darrell Silvera
- Costumes : Renié
- Producteur : Val Lewton
- Société de production : RKO Radio Pictures
- Société de distribution : RKO Radio Pictures
- Pays d’origine :  États-Unis
- Langue originale : anglais
- Format : noir et blanc — 35 mm — 1,37:1 — son Mono (RCA Sound System)
- Genre : Fantastique, horreur et film noir
- Durée : 73 minutes
- Dates de sortie :
  -  États-Unis : 5 décembre 1942 (première à New York) ; 25 décembre 1942 (sortie nationale)
  -  France : 1er juillet 1970

## Distribution
- Simone Simon : Irena Dubrovna
- Kent Smith : Oliver Reed
- Tom Conway : Dr Louis Judd
- Jane Randolph : Alice Moore

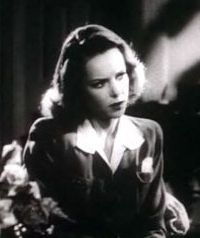
Jane Randolph dans le film.

- Jack Holt : le commodore C. R. Cooper

Les acteurs suivants ne sont pas crédités :
- Steve Soldi : joueur d'orgue de Barbarie
- Alan Napier : Carver
- John Piffle : le propriétaire du café
- Elizabeth Russell : la femme panthère au restaurant (voix doublée par Simone Simon)
- Alec Craig : le gardien du zoo
- Theresa Harris : Minnie
- Dot Farley : Madame Agnew

## Production

### Genèse et développement
En mars 1942, le producteur Val Lewton met un terme à sa collaboration avec le producteur indépendant David O. Selznick pour travailler pour Charles Koerner de RKO Pictures ; il devient alors le directeur d'une nouvelle unité de production créée pour développer des films d'horreur de série B,. En 2009, le critique de cinéma Kim Newman compare les productions Lewton à la série de films d'horreur de série B de RKO basée sur Le Faucon, qui, contrairement aux productions Lewton, sont « produites à la chaîne »,. Les productions Lewton disposent d'un budget modeste comparé au film Le Loup-garou (The Wolf Man, 1941) d'Universal et au film La Falaise mystérieuse (The Uninvited, 1944) de Paramount, mais plus important que celui du film The Mad Monster (1942) de Producers Releasing Corporation (PRC) ou L'Homme-singe (The Ape Man, 1943) de Monogram. Le budget de La Féline est d'environ 135 000 dollars,,, ce qui est nettement inférieur au budget d'Universal pour Frankenstein rencontre le loup-garou (Frankenstein Meets the Wolf Man, 1943), mais supérieur aux 97 000 dollars dépensés par le studio PRC pour le film La Chauve-souris du diable (The Devil Bat, 1940).
Lewton sélectionne la plupart des membres de l'équipe principale du film, dont le réalisateur Jacques Tourneur et le scénariste DeWitt Bodeen, qui travaillent tous sur le scénario. Lewton les a rencontrés par l'intermédiaire de leurs collaborations avec Selznick, puisque Tourneur a fait partie de la seconde équipe de Selnick pour Le Marquis de Saint-Évremont (A Tale of Two Cities, 1935) et que Bodeen a été assistant de recherche sur ce qui deviendra Jane Eyre (1943). Tourneur et Bodeen présentent des versions contradictoires sur la genèse de La Féline. Selon Tourneur, Lewton l'appelle de la part de la RKO pour réaliser le film après que Koerner a assisté à une fête où on lui a suggéré de développer un film avec le titre La Féline. Tourneur précise que Lewton ne sait pas réellement quoi faire avec ce titre et qu'il a décidé de ne pas faire un « film d'horreur bon marché que le studio attend, mais quelque chose d'intelligent et de bon goût »,. Bodeen explique quant à lui avoir été engagé par Lewton de la RKO comme scénariste sous contrat. Il a déjà visionné des films d'horreur et de suspense britanniques et américains qui sont « typiques de ce que nous ne voulons pas faire »,. Selon Bodeen, Koerner estime que les loups-garous, les vampires et les monstres artificiels sont surexploités, et que « personne n'a fait grand-chose avec les chats »,. Bodeen indique que Lewton n'est pas satisfait du titre envisagé, La Féline, et qu'il lui a confié : « si vous voulez partir maintenant, je ne vous en voudrai pas »,.
Bodeen commence ensuite à parcourir des ouvrages sur les chats, notamment The Eyes of the Panther d'Ambrose Bierce et Monsieur Seeks a Wife de Margaret Irwin. Lewton choisit de baser le film sur la nouvelle d'Algernon Blackwood de 1906, Ancient Sorceries. L'histoire de Blackwood se déroule dans un cadre contemporain et concerne une ville française d'architecture médiévale habitée par un groupe de personnes vénérant les chats. Selon Bodeen, alors que les droits sont sur le point d'être achetés, Lewton change d'avis à la dernière minute et annonce à Bodeen que le film se déroule dans le New York contemporain et présente un triangle amoureux entre un homme, une femme étrangère obsédée par des peurs anormales, et une employée de bureau. Selon Tourneur, il n'est pas satisfait de la période dans laquelle se déroule Ancient Sorceries, déclarant : « si vous voulez faire un film d'horreur, le public doit pouvoir s'identifier aux personnages pour être effrayé »,,. Lewton participe activement à l'écriture du scénario. Pendant le processus d'écriture, Tourneur se souvient être passé en voiture devant la maison de Lewton le soir pour trouver une lumière allumée où Lewton travaille. Bodeen décrit le scénario comme un « projet de groupe » : selon lui, Lewton a eu l'idée originale et a écrit le traitement et le scénario, en collaboration avec Tourneur et Lewton, ainsi qu'avec le monteur du film, Mark Robson. Bodeen soutient que « Tourneur est entièrement responsable du style de La Féline, mais si vous lisez le scénario, vous verrez que tout ce qui est dans le film est dans le scénario original — et c'est simplement parce que c'est un projet de groupe. Val, Tourneur, moi-même, Robson — nous en avons tous parlé et je l'ai mis sur papier »,. Le 1er mai 1942, Bodeen achève un traitement de cinquante pages pour La Féline.

### Préproduction

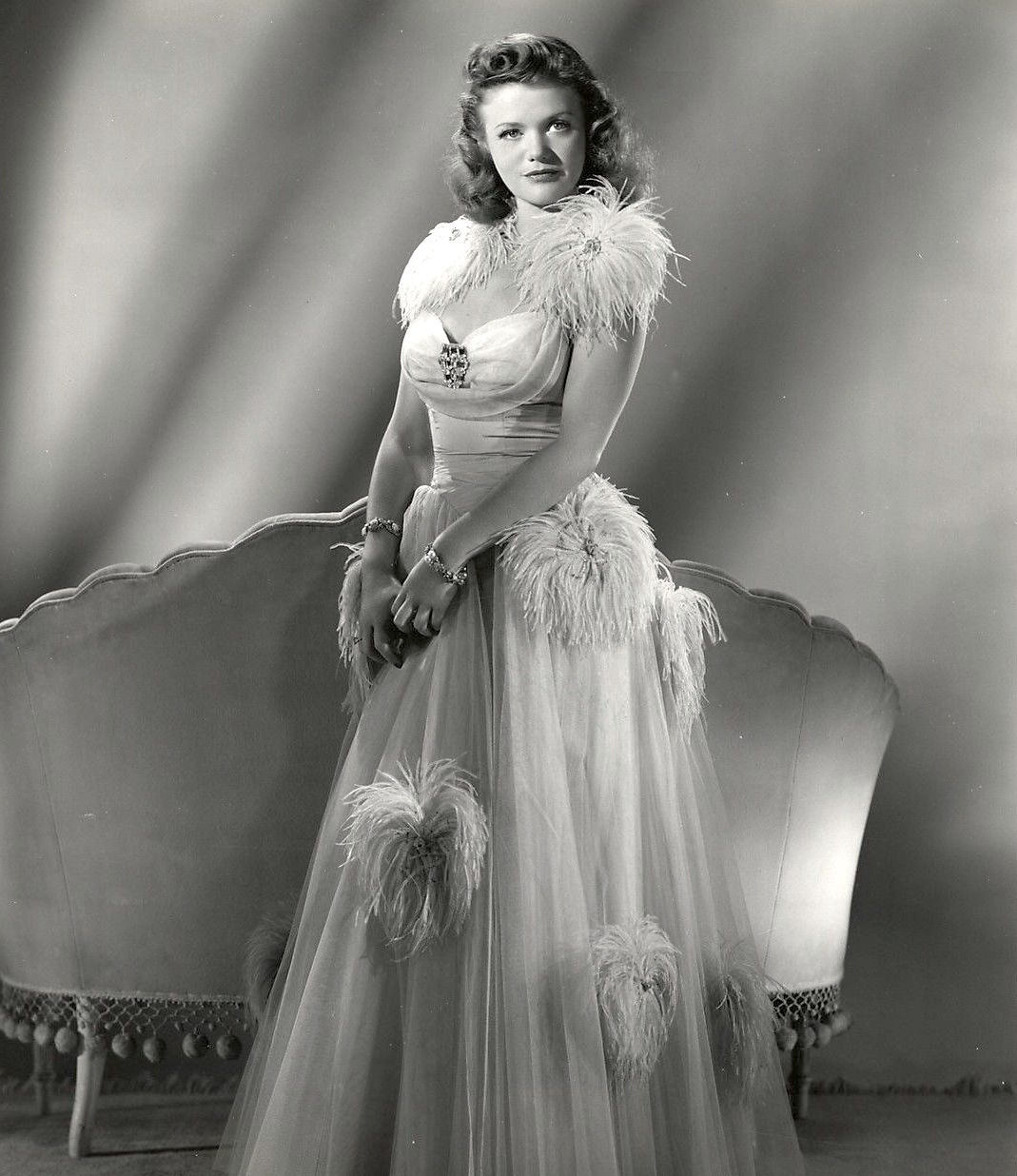
Simone Simon dans une photo promotionnelle de La Féline en 1942.

Simone Simon est choisie dans le rôle d'Irena Dubrovna par le producteur Lewton : « J'aimerais avoir une fille avec une tête de chaton comme Simone Simon, mignonne, douce, câline et en apparence inoffensive »,. Il compare cette décision à celle de faire jouer Kathleen Burke dans L'Île du docteur Moreau (Island of Lost Souls, 1932), où elle incarne la femme Panthère ; il précise que toute tentative de lui donner une apparence sauvage et féline serait désastreuse. Simon, une vedette en France, est récemment devenue célèbre aux États-Unis pour son rôle dans Tous les biens de la terre (The Devil and Daniel Webster, 1941). Aux côtés de Simon, Kent Smith joue le rôle d'Oliver Reed. Smith aurait obtenu le rôle après que Lewton l'a vu traverser le studio à vélo.
Le Los Angeles Times rapporte en août 1942 que Jack Holt est engagé dans un rôle secondaire, après que Simon a été choisie pour le rôle principal. Tom Conway incarne le Dr Judd, un psychiatre qui évalue Irena et pense dans un premier temps que ses peurs sont délirantes. Jane Randolph, une jeune actrice qui commence sa carrière au cinéma, incarne Alice Moore, une femme qui se dispute l'affection d'Oliver. Lewton souhaite que Jennifer Jones joue Alice, mais Selznick, qui a d'autres projets pour Jones, l'en empêche. Le compositeur de la musique Roy Webb et le directeur de la photographie Nicholas Musuraca sont quant à eux des vétérans de la RKO.

### Tournage
Le tournage commence le 28 juillet 1942 dans les studios Gower Gulch de la RKO à Hollywood. Tourneur se souvient avoir été presque renvoyé trois jours après le début du tournage : après avoir vu les rushes quotidiens, le producteur délégué Lew Ostrow a appelé Lewton pour lui demander de renvoyer le réalisateur. Lewton contacte ensuite Koerner, qui visionne les séquences brutes non montées du film le lendemain et se dit satisfait de la performance de Tourneur. Simon s'oppose fréquemment aux autres acteurs ainsi qu'à Tourneur pendant le tournage et fait preuve d'un fort tempérament. Randolph se souvient que Simon la doublait fréquemment pendant leurs scènes ensemble, à tel point que Tourneur l'a interpellée : « Il l'a vraiment engueulée en français. Et elle n'a pas aimé ça »,. Randolph se souvient également que Simon a intentionnellement versé du café sur l'un de ses costumes afin d'arrêter le tournage pour la journée. Dans une interview de 1994, Simon évoque sa réputation aux États-Unis en ces termes : « J'avais la réputation d'être capricieuse — je n'ai jamais su pourquoi — mais cela est devenu une partie de ma légende capricieuse »,. Tourneur se heurte également aux hautes sphères de la RKO, se rappelant une scène ultérieure du film, qui met en scène une panthère : « j'ai été contraint de placer un chat dans la scène de la salle de rédaction : j'avais seulement l'intention de suggérer la présence du chat par des ombres »,. Le réalisateur achève cette scène en la tournant de manière que « l'on ne puisse pas vraiment être sûr de ce que l'on voit. C'est la seule façon de le faire »,.
Certains des décors du film sont réutilisés de productions antérieures, comme le couloir et l'escalier de l'appartement de Dubrovna, qui proviennent de La Splendeur des Amberson (The Magnificent Ambersons, 1942). D'autres décors proviennent de Le Diable s'en mêle (The Devil and Miss Jones, 1941). Des prises de vue supplémentaires ont lieu au Royal Palms Hotel dans le centre de Los Angeles, où est tournée la séquence de la piscine où un personnage croit être traqué par une panthère. Le lieu est choisi par l'équipe de production en raison de son atmosphère claustrophobe. Bodeen déclare également que la scène est inspirée de sa propre expérience de quasi-noyade lors d'une baignade nocturne en solitaire dans une piscine ; Tourneur déclare quant à lui que la scène est basée sur sa propre expérience de baignade en solitaire dans la piscine d'un ami pendant que le guépard de cet ami s'échappait et arpentait les environs. Le tournage se termine le 21 août. Le budget final du film s'élève à 141 659,88 dollars, soit environ 20 000 dollars de plus que le budget prévu,.

### Postproduction
Robson pense avoir été affecté à l'unité de production des films d'horreur de Lewton comme une sanction de la RKO pour son travail avec Welles sur La Splendeur des Amberson (The Magnificent Ambersons, 1942), qui avait connu un échec financier à sa sortie. La Féline contient une scène de poursuite qui se termine par un jump scare. Des scènes similaires se retrouvent dans d'autres productions d'horreur de Lewton, comme L'Homme-léopard (The Leopard Man, 1943) et La Septième Victime (The Seventh Victim, 1943). Robson appelle ces scènes « l'effet-bus », qu'il décrit comme une « technique de montage qu'[il] a créé par accident »,. Dans La Féline, la scène présente Alice marchant dans un parc, seule, la nuit ; filmée en gros plan, son expression passe de la gaieté à la détresse tandis qu'elle accélère le pas. Alice regarde par-dessus son épaule et se tourne vers le bruit soudain des freins à air d'un bus. Robson déclare avoir « mis un bruit fort de freins à air pour faire tomber les spectateurs de leur siège. C'est devenu le 'l'effet-bus' et nous l'avons utilisé dans tous les films »,.
Le 5 octobre, Constantin Bakaleinikoff dirige la partition de Roy Webb pour La Féline au Stage 2A de RKO. Une partie de la partition est influencée par Simon. Lewton découvre Simon en train de chanter un air chez RKO qui fait « doo-doo-baby-doo », et l'emmène ensuite voir Webb, qui élabore cet air pour l'intégrer à la musique du film. La bande originale du film, ainsi que celles de Vaudou (I Walked with a Zombie, 1943), La Septième Victime, Le Récupérateur de cadavres (The Body Snatcher, 1945) et Bedlam (1946), est enregistrée de nouveau par l'Orchestre symphonique de la radio slovaque et sort sur disque compact en 1999. Dans sa critique de l'album, Bruce Eder écrit pour AllMusic que les partitions de La Féline et de La Septième Victime « constituent des partitions de suspense nettement non traditionnelles, construites autour de thèmes mémorables, évoquant la lutte de leurs personnages centraux contre les forces du mal »,.
Avant sa sortie officielle, les cadres supérieurs de la RKO visionnent le film dans une salle de projection du studio et expriment leur mécontentement. Les premières projections test ont lieu en octobre au RKO Hill Street Theatre, un site d'essai pour les avant-premières, en présence des acteurs et de l'équipe,. Bodeen se souvient que l'ouverture du film par un dessin animé de Disney sur un chaton a provoqué des miaulements dans le public. Selon Bodeen, le public a continué à appeler et à miauler lors du générique de début du film. Après avoir vu une première avant-première, Randolph qualifie sa performance d'« épouvantable » ; Simon est quant à elle terrifiée à l'idée que les gens rient de sa performance, en particulier dans la scène de la piscine,. Bodeen estime qu'au fur et à mesure que l'histoire progresse, le public se calme et s'implique davantage dans le film. Dès la fin octobre, Lewton et Tourneur tournent leur film suivant ensemble, Vaudou.

## Sortie
La première de La Féline a lieu au Rialto Theatre de Manhattan le 5 décembre 1942. Le film sort en région le lendemain à New York. La Féline connaît un grand succès lors de ses deux premières semaines au Rialto Theatre, où il rapporte 17 000 dollars,. À titre de comparaison, Le Loup-garou (The Wolf Man, 1941) a rapporté 19 500 dollars au même cinéma en décembre 1941. Le film sort en salles le 25 décembre, distribué par RKO Radio Pictures. La première du film à Los Angeles a lieu le 14 janvier 1943 au Hawaii Theater, où il bat le record du nombre d'entrées,. Le film ressort en salles en 1952, distribué par RKO.
Les recettes du film au box-office sont discutées. L'historien du cinéma Edmund Bansak évalue le box-office de La Féline à 4 millions de dollars aux États-Unis et à 4 millions de dollars dans le reste du monde. Les historiens du cinéma Chris Fujiwara et Joel Siegel estiment également que le box-office américain s'élève à 4 millions de dollars. Variety chiffre les recettes de location en 1943 à 1,2 million de dollars. Mank affirme que les dossiers de la RKO indiquent que les recettes aux États-Unis s'élèvent à 360 000 dollars et à 175 000 dollars à l'étranger après soustraction de la part de l'exploitant, soit un total de 535 000 dollars et un bénéfice de 183 000 dollars,. Mank note que les recettes après soustraction de la part de l'exploitant ne sont pas équivalentes aux recettes brutes ; en supposant que les recettes sont réparties équitablement entre les cinémas et le studio, le film a rapporté plus d'un million de dollars. Mank écrit que c'est tout de même « une excellente affaire », en la comparant au bénéfice d'un autre film de la RKO, The Falcon's Brother, dont les recettes mondiales après soustraction de la part de l'exploitant s'élèvent à 361 000 dollars,.

### Accueil lors de la sortie
Lors de sa sortie en salles, les critiques de La Féline sont mitigées. Newman a rassemblé les critiques après la première du film à New York, et indique que le New York Times, le New York Herald Tribune, le New York Sunday News et le New York World-Telegram « ont tous des avis négatifs » sur le film, tandis que les critiques du New York Sun, du New York Mirror, du New York Journal-American et du PM sont « plus positives, sans être vraiment enthousiastes »,. Wanda Hale, du New York Daily News, n'est pas impressionnée par le film, estimant qu'il « tente de ressembler à un mélodrame... mais il n'en fait pas assez »,. Bosley Crowther du New York Times le décrit quant à lui comme une « tentative laborieuse et évidente de susciter un choc » ; il ajoute que les thèmes sont explorés « de manière fastidieuse et visuellement stérile »,. Crowther critique le jeu de Simon en déclarant que les actrices qui tentent de représenter « les tentations [félines] — du moins dans les films d'horreur classiques — devraient utiliser leurs doigts plus librement que Simone Simon »,.
Newman qualifie les critiques après la première du film à Los Angeles de « légèrement meilleures »,. Variety écrit que le film est « bien fait pour un budget modéré » et s'appuie sur « des rebondissements qui relèvent de la psychologie et de la réaction mentale, plutôt que de la transformation en personnages grotesques et maraudeurs afin de procurer au public un choc visuel »,. Variety ajoute également que le scénario est « vague à plusieurs reprises pour le spectateur ordinaire, [mais] a suffisamment de force dans les séquences mélodramatiques pour rester cohérent et de bon goût » ; le magazine précise que Tourneur « fait un excellent travail avec une mission des plus difficiles »,. Un critique de BoxOffice juge le film « sinistre et implacable... une dose d'horreur qui convient mieux aux toxicomanes ayant dépassé le stade de la guérison » et note que le film « n'est absolument pas destiné aux enfants, jeunes ou vieux.... Une substance puissante, tout droit sortie de la clinique des psychopathes »,. Un critique du Monthly Film Bulletin, une publication britannique, soutient que La Féline est « une histoire fantastique, produite et réalisée convenablement »,. Il fait également l'éloge de la photographie et de l'interprétation, indiquant que Simon « ne réussit qu'en partie à interpréter le rôle d'Irena, mais l'éclairage, le travail de la caméra et le mixage sonore contribuent à rendre sa performance satisfaisante »,.

### Accueil ultérieur
Fujiwara résume ainsi les critiques rétrospectives de La Féline : « il est si célèbre qu'il a, inévitablement, subi un retour de bâton, et maintenant on pourrait même dire qu'il est sous-estimé »,. Parmi les critiques les moins enthousiastes figure celle de Charles Higam et Joel Greenberg, qui estiment que le film est « si discret qu'une grande partie de son effet s'est dissipée [...]. [L]'impression générale est nettement tiède »,. Joel Siegel évoque le film dans son livre sur Lewton, déclarant qu'il est « sérieusement affaibli par des passages de dialogues maladroits et forcés, une interprétation hésitante et un rythme irrégulier »,,. Richard Combs du Monthly Film Bulletin compare défavorablement le film aux autres productions de Lewton, déclarant qu'« il est peut-être plus facile de préférer la fantaisie plus douce, moins lourde de La Malédiction des hommes-chats, et même les ambitions réconciliées du Vaisseau fantôme »,. Bansak considère que La Féline « a peut-être perdu de son tranchant avec les années et ce qui reste est peut-être un peu terni, mais c'est infiniment supérieur au remake de Paul Schrader de 1982 »,. Tourneur lui-même possède des opinions variées sur le film. Il le juge un jour « très enfantin mais le public de l'époque était plus naïf qu'aujourd'hui [...] mais il y a de très bonnes choses dedans »,. À une autre occasion, il suggère que les spectateurs de l'époque de la Seconde Guerre mondiale « aiment tous la guerre et aiment être effrayés, et en temps de guerre, les gens avaient de l'argent des plantes, de l'argent à brûler, et ils aimaient ce genre de film »,. Le critique Ken Hanke remarque : « Ce n'est pas parce que les [films de Lewton] ne sont pas réussis en eux-mêmes. C'est simplement qu'ils ont jeté le bébé avec l'eau du bain en rejetant tout du produit Universal. De plus, les films sont un peu trop trés snobs [sic] et condescendants pour que les fans du genre se sentent à l'aise avec eux »,.
Les critiques concernant le jeu de Simon sont mitigées. Siegel critique son jeu, déclarant que son registre est « trop étroit pour les moments plus dramatiques du film, un problème accentué par ses difficultés de prononciation américaine »,. Tourneur déclare par la suite ne pas être satisfait du jeu de Simon. Bien qu'elle ne soit pas « délicatement nuancée », la performance de Simon, écrit Fujiwara, « est efficace dans son mélange de narcissisme et d'incertitude hésitante »,. Newman décrit la performance de Simon comme « remarquablement touchante, avec son accent étrange et tout le reste »,. Il ajoute : « il y a un sens de la vie dans sa performance qui fait que La Féline, comme la plupart des grands films de monstres, est autant une tragédie qu'un mélodrame »,.

## Éditions en vidéo
RKO Home Video sort le film en VHS en 1986 dans le cadre de sa collection de films d'horreur. Il est publié sur LaserDisc par la Voyager Company au sein de la Criterion Collection en 1995,. Cette version comprend un commentaire audio d'Eder, des bandes-annonces pour d'autres films de Val Lewton et sa filmographie, ainsi que des photogrammes de production, des affiches et des photos d'exploitation.
Aux États-Unis, La Féline et sa suite, La Malédiction des hommes-chats, sont publiés en 2005 sous la forme d'un double DVD ou au sein du coffret DVD Val Lewton Horror Collection. En décembre 2016, La Féline est réédité en DVD et Blu-ray par The Criterion Collection. Ce Blu-ray est issu d'un nouveau transfert numérique créé en résolution 2K à partir d'un master 35 mm.

## Postérité

### Suites
Au sujet de l'histoire des films d'horreur, Newman déclare que si un film d'horreur connaît un succès financier dans les années 1940, il est probable qu'il donne lieu à une franchise. La Féline connaît une suite, La Malédiction des hommes-chats (The Curse of the Cat People, 1944), réalisée par Robert Wise. Ce film suit la fille d'Oliver Reed, Amy, et son ami invisible, interprété par Simon. Lewton a tenté, sans succès, de faire changer le titre du film en Amy and Her Friend. D'autres acteurs de La Féline apparaissent dans le film dans des rôles différents, comme Russell, qui joue Barbara Farren.
Newman qualifie La Septième Victime (The Seventh Victim, 1943) de « spin-off non reconnu » de La Féline, car on y retrouve le personnage de Tom Conway dans le rôle du Dr Judd, ainsi qu'une autre femme hantée désireuse de mourir. Dans le film, Judd se souvient avoir connu une femme mystérieuse qui est en réalité une « folle furieuse », alors même que le personnage de Judd est mort dans La Féline, ce qui rend les deux œuvres de fiction contradictoires. Dans les notes et les premières versions du scénario, le personnage de Conway est appelé « M. Siegfried », ce qui amène certains spécialistes du cinéma à supposer que le nom du personnage a été changé pour créer une continuité entre les deux films et profiter du succès de La Féline.

### Remake
Le producteur britannique Milton Subotsky achète les droits de La Féline à RKO avec l'intention d'en faire un remake. Subotsky transmet ensuite les droits à Universal qui doit initialement confier la réalisation du remake à Roger Vadim,,. Trois versions du scénario sont rédigées, les deux premières par Bob Clark et la dernière par Alan Ormsby. Selon Ormsby, Vadim est très inquiet que le film paraisse sexiste, car la femme sexuellement émancipée finit par être tuée. Ormsby modifie donc le genre du personnage dans le remake pour que ce soit un homme qui soit dans cette situation.
Au début des années 1980, Universal Pictures engage Paul Schrader pour réaliser un remake de La Féline,. Le remake est annoncé et le tournage commence en 1981. Selon le directeur de la photographie John Bailey, Schrader rend hommage à la scène de traque de l'original avec la scène où le personnage d'Annette O'Toole fait son jogging dans un parc et semble être poursuivi. Bailey et Schrader refont également la scène de la piscine. Bailey se souvient que les deux hommes ont soigneusement étudié la scène originale, en prenant note de la façon dont les ombres se reflètent sur la piscine. Bailey affirme que la séquence de la piscine était la scène la plus similaire au film original, la raison principale étant qu'« [ils] ne pensaient pas pouvoir faire mieux »,. Le film sort en avril 1982 et reçoit des critiques mitigées.
En mars 1999, un second remake est annoncé. Il s'agit d'une coproduction entre Universal Pictures et Overbrook Entertainment. Le remake envisagé, qui serait écrit par Rafael Moreu, se déroulerait dans le New York contemporain.

### Influence
Plusieurs longs métrages ont été influencés par La Féline. En 1944, Columbia Pictures sort La Fille du loup-garou (Cry of the Werewolf, 1944), qui combine selon Newman « l'approche subtile de Lewton » avec des éléments du film Le Loup-garou (The Wolf Man, 1941) d'Universal, notamment l'intrigue qui implique une malédiction gitane. Plusieurs autres films empruntent des éléments de La Féline, à savoir un personnage féminin qui craint d'avoir hérité de la capacité à se transformer en monstre ou le style visuel ombrageux adopté par Tourneur et Musuraca. Parmi ces films figurent Jungle Woman (1944), The Soul of a Monster (1944), The Woman Who Came Back (1945), She-Wolf of London (1946), The Catman of Paris (1946), The Cat Creeps (1946), The Creeper (1948), Le Culte du cobra (Cult of the Cobra, 1955), The She-Creature (1956) et La Fille du Docteur Jekyll (Daughter of Dr. Jekyll, 1957).
Le réalisateur Curtis Harrington a réalisé deux films en hommage à l'œuvre de Lewton. Le premier est Marée nocturne (Night Tide, 1961), qui remanie l'intrigue de La Féline pour raconter l'histoire d'une artiste de cirque qui s'habille en sirène et s'inquiète de savoir si elle est en fait une sirène. Harrington rend également hommage à l'œuvre de Lewton et aux films d'horreur d'Universal avec son téléfilm The Cat Creature (1973), dans lequel joue Kent Smith. Le film est également mentionné dans le roman Le Baiser de la femme araignée (El beso de la mujer araña, 1976) de l'auteur argentin Manuel Puig. Dans ce roman, La Féline est l'un des films américains racontés par deux prisonniers argentins sous la dictature des années 1970, dans le but de passer le temps.